# Bon Homme megye
Bon Homme megye az Amerikai Egyesült Államokban, azon belül Dél-Dakota államban található. Megyeszékhelye Tyndall, legnagyobb városa Springfield. Lakosainak száma 7003 fő (2020. április 1.). Bon Homme megye Hutchinson, Yankton, Knox és Charles Mix megyékkel határos.

## Népesség
A megye népességének változása:
| Lakosok száma | 7062 | 7030 | 7052 | 7046 | 6985 | 7003 |
|               | 2010 | 2011 | 2012 | 2013 | 2015 | 2020 |